# Tennis Masters Cup 2005
Tennis Masters Cup 2005, známý také jako Turnaj mistrů 2005, představoval závěrečný tenisový turnaj mužské profesionální sezóny 2005 pro osm nejvýše postavených mužů ve dvouhře a osm nejlepších párů ve čtyřhře na žebříčku ATP, pokud se podle pravidel účastníci nekvalifikovali jiným způsobem.
Turnaj se odehrával ve dnech 13. až 20. listopadu 2005 v čínské Šanghaji. Jako jediný byl řazen do kategorie ATP Tennis Masters Cup. Dějištěm konání se stal multifunkční stadion Čchi-čung, kde byl instalován dvorec  kobercového krytu.
Soutěž dvouhry vyhrál první hráč světa David Nalbandian z Argentiny. Ve čtyřhře zvítězila francouzská dvojice Michaël Llodra a Fabrice Santoro.
Soutěže dvouhry se účastnilo osm tenistů, z nichž každý odehrál tři vzájemné zápasy v jedné ze dvou čtyřčlenných základních skupin A a B. První dva tenisté z každé skupiny postoupili do semifinále, které bylo hráno vyřazovacím systémem pavouka. První ze skupiny A se utkal s druhým ze skupiny B a naopak. Vítězové semifinále pak nastoupili k finálovému duelu.
Soutěž čtyřhry kopírovala formát dvouhry.

## Přehled finále

### Mužská dvouhra
- David Nalbandian vs.  Roger Federer 6–7(4–7), 6–7(11–13), 6–2, 6–1, 7–6(7–3)

Nalbandian vyhrál jediný titul na Turnaji mistrů, druhý v probíhající sezóně a získal čtvrtý kariérní trofej z dvouhry na okruhu ATP.

### Mužská čtyřhra
- Michaël Llodra /  Fabrice Santoro vs.  Leander Paes /  Nenad Zimonjić 6–7(6–8), 6–3, 7–6(7–4)